# Мадагаскарско-мексиканские отношения
Мадагаскарско-мексиканские отношения — двусторонние дипломатические отношения между Мадагаскаром и Мексикой. Государства являются полноправными членами Организации Объединённых Наций и Всемирной торговой организации.

## История
Во время Англо-франко-испанской интервенции в Мексику Франция привезла пряность ваниль на Мадагаскар (и в другие места) для выращивания, что позже привело к тому, что Мадагаскар стал одним из крупнейших производителей ванили в мире. В июне 1960 года Мадагаскар получил независимость от Франции. В 1961 году президент Мексики Адольфо Лопес Матеос направил президентскую делегацию доброй воли во главе со специальным посланником Алехандро Каррильо Маркором и делегатом Хосе Эсекьелем Итурриагой, чтобы посетить Мадагаскар и подготовить почву для установления дипломатических отношений между странами.
26 декабря 1975 года Мадагаскар и Мексика установили дипломатические отношения. С момента установления дипломатических отношений контакты между странами носили ограниченный характер и имели место в основном на многосторонних форумах, таких как: Организация Объединённых Наций. В 2005 году посол Мексики Маурисио де Мария-и-Кампос стал первым представителем-нерезидентом, представившим верительные грамоты и аккредитованным для работы на Мадагаскаре.
В ноябре 2010 года министр окружающей среды Мадагаскара Хериланто Равелохарисон посетил Мексику, чтобы принять участие в Конференции Организации Объединённых Наций по изменению климата, состоявшейся в Канкуне. В ноябре 2016 года делегация из Мексики во главе со специальным посланником (и послом Мексики во Франции) Хуаном Мануэлем Гомесом Робледо и генеральным представителем по Европе Франсиско дель Рио, присутствовали в качестве наблюдателей на конференции организации Франкофонии, состоявшейся в Антананариву. В 2016 году Мексика открыла почётное консульство в Антананариву.

## Торговля
В 2018 году объём товарооборота между странами составил сумму 9 миллионов долларов США. Экспорта Мадагаскара в Мексику: ильменит, товары для продвижения химической промышленности, эвгенол и изоэвгенол, корица и нелегированный никель. Экспорт Мексики на Мадагаскар: микросхемы, вафли и жевательная резинка.

## Дипломатические представительства
- Интересы Мадагаскара в Мексике представлены через посольство в Вашингтоне (США), а также имеется почётное консульство в Мехико[10].
- Интересы Мексики на Мадагаскаре представлены через посольство в Претории (ЮАР), а также имеется почётное консульство в Антананариву[11].